# Histoire de l'éducation des sourds aux États-Unis

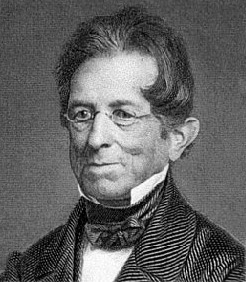
Thomas Hopkins Gallaudet

L'Histoire de l'éducation des sourds aux États-Unis commence au début des années 1800, lorsqu'une école d'oralisme Cobbs School a été créée par William Bolling et John Braidwood, puis en 1817, l'école The Connecticut Asylum for the Education and Instruction of Deaf and Dumb Persons, une école "signante", a été créée par Thomas Hopkins Gallaudet et Laurent Clerc. Lorsque Cobbs School est fermée en 1816, la méthode signante, qui s'appelle ici la langue des signes américaine, est devenue courante dans les écoles de sourds pour la plupart de la fin du siècle. Dans les années 1860, les écoles ont commencé à utiliser la méthode orale en remplaçant la méthode signante. Les étudiants qui ont communiqué par la langue des signes dans les programmes oraux ont été souvent punis. La méthode orale a été utilisée pendant de nombreuses années jusqu'à ce que, en 1965, la langue des signes commence progressivement à revenir dans l'éducation des sourds après de nombreuses années d'interdiction.

## Début d’éducation

### Éducation oraliste
Dans les XVIIIe et XIXe siècles, de nombreux colons riches envoient leurs enfants sourds en Europe pour recevoir une instruction[réf. souhaitée]. L'établissement le plus connu est, à cette époque, une école de Braidwood (Braidwood Academy for the Deaf and Dumb) dans Édimbourg, en Écosse, établie en 1760 par Thomas Braidwood. L'Académie Braidwood était une école privée coûteuse d'oralisme.
En Virginie, Thomas Bolling et son épouse Elizabeth Gay avaient cinq enfants dont trois sourds : John (1761-1783), Marie (1765-1826), et Thomas Jr. (1766-1836). John est le premier des trois enfants à étudier à l'Académie Braidwood en 1771 en Écosse ; plus tard Marie et Thomas Jr. le rejoignent. Les trois enfants sont rentrés aux États-Unis en 1783. Malheureusement, ils sont tombés malades peu après leur arrivée à la maison, et John est décédé le 11 octobre 1783.
William Bolling, le cinquième et le dernier enfant de Thomas et Elizabeth, a épousé sa cousine Mary Randolph, qui porta cinq enfants dont deux étaient sourds : William Albert (1797-?) et Mary (1808-?). William refuse que ses deux enfants partent d’étudier en Écosse et veut que leurs enfants soient éduqués aux États-Unis. Il a rencontré John Braidwood, un descendant de Thomas Braidwood, après son arrivée en Amérique en 1812[réf. souhaitée]. Il invite John Braidwood à rester dans sa maison pour discuter d'une création d'une école similaire à l'Académie Braidwood aux États-Unis. Après de nombreuses difficultés, l'école Cobbs School est ouverte en 1815 mais n'a duré que seulement un an et demi, et fermew à l'automne de 1816, à cause des problèmes personnels de john qui l'obligèrent à quitter l'école et William ne put plus maintenir seul financièrement Cobbs School[réf. souhaitée].

### Éducation signante

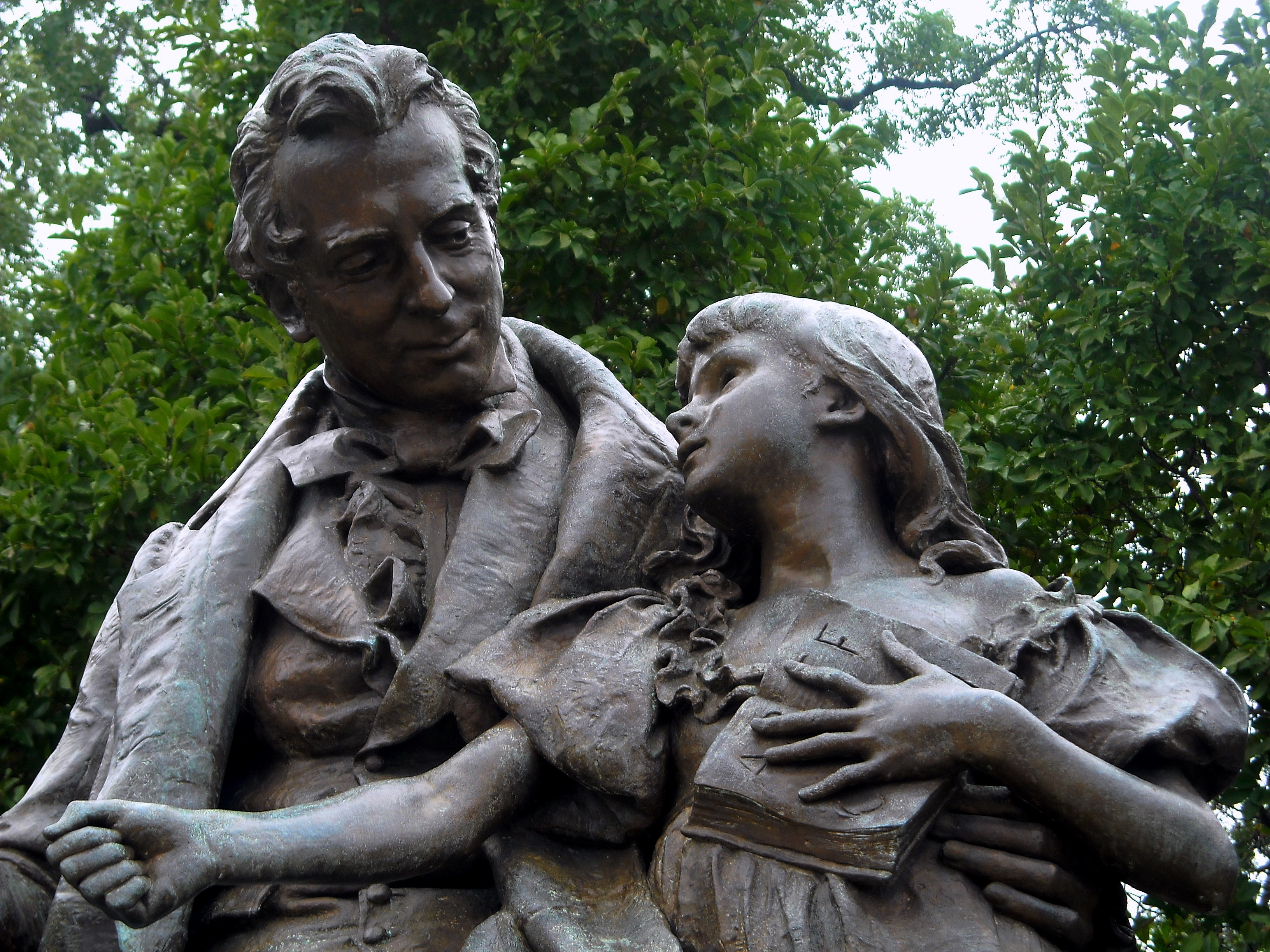
Statue de Thomas Hopkins Gallaudet et Alice Cogswell, Université Gallaudet, Washington, (1889)

En 1814, Mason Fitch Cogswell est préoccupé de l'éducation pour sa fille, Alice Cogswell. La voisine de la famille Cogswell est la famille de Gallaudet où un des leurs enfants est Thomas Hopkins Gallaudet. Thomas a aperçu Alice et il a tenté de lui apprendre quelques mots en écrivant et dessinant sur la terre. Mason apprend que la famille Braidwood a une éducation pour les sourds en Angleterre et lui demande de se renseigner pour apporter aux États-Unis, surtout pour éduquer Alice. Quinze mois après que Thomas soit parti pour l’Angleterre, il est revenu avec Laurent Clerc, un professeur français et lui-même sourd. Mason s'est investi pour la fondation d'école avec Thomas Hopkins Gallaudet et Laurent Clerc, ils obtiennent l'École américaine pour les sourds, Laurent est le premier professeur et Alice est un des sept premiers sourds.
Jusqu'à 1860, l'éducation des enfants sourds en langue des signes américaine a continué de croître. Environ quarante pour cent de tous les enseignants étaient sourds. Plus de trente écoles pour les sourds ont été ouvertes, dont la majorité étaient en enseignement en langue des signes[réf. souhaitée]. William Willard est le premier directeur sourd[réf. souhaitée] aux États-Unis et a fondé l'école Indiana School for the Deaf en 1843. La Collège Gallaudet (aujourd'hui Université Gallaudet) est fondée à Washington, DC en 1864 par le fils de Thomas Gallaudet, Edward Miner Gallaudet, comme directeur de l'école. Edward Miner Gallaudet insiste fermement l'importance de l'éducation en langue des signes et a eu un certain nombre de conflits avec Alexander Graham Bell, un plaideur,.
Avant les années 1860, surtout avant la guerre de Sécession, la langue des signes est très populaire parmi la communauté sourde et également soutenue par la communauté entendante.

## Favorisation d'éducation oraliste

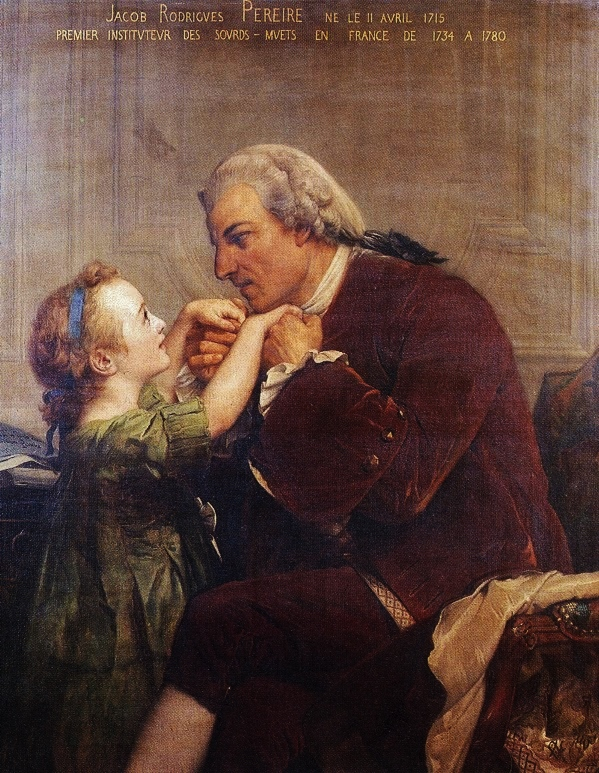
Exemple d'éducation oralisme, ce tableau évoque le partisan en France, Jacob Rodrigue Péreire.

Après la guerre de Sécession en 1865, la mentalité des Américains a changé. On juge les sourds signants comme des animaux sans langage et des personnes "hors normes"[réf. souhaitée]. L'oralisme est la méthode d'enseignement de la lecture labiale et en parallèle, on enseigne les sourds à entendre avec l’aide de la technologie auditive. Les partisans de l'oralisation pensent que cet enseignement permet de rendre des enfants sourds comme des enfants "normaux[réf. nécessaire]" et mettent en garde que si les sourds continuent en communiquant la langue des signes alors ils ne seront jamais intégrés dans la société entendante[réf. nécessaire]. Donc on a de moins en moins de classes en langue des signes américaine et cela favorise l'enseignement oraliste.
Les partisans connus d’oralisme sont Alexander Graham Bell, Horance Mann et Samuel Gridley Howe.

### Congrès de Milan
En 1880, le Congrès de Milan a eu lieu à Milan. Il y avait cinq délégués américains. Le Congrès est planifié et organisé par un comité créé par la Société Pereire qui est partisan d'oralisme et contre la langue des signes. Par conséquent, il y a beaucoup plus de partisans en faveur de la langue parlée que ceux en faveur de la langue des signes donc le congrès de Milan manque de neutralité et favorise la méthode orale. Alexander Graham Bell a trois jours pour présenter ses idées sur l'oralisme et les partisans de la langue des signes américaine ont seulement trois heures[réf. nécessaire] selon Victor Collazo. Le congrès de Milan annonce : « La Convention, considérant l'incontestable supériorité de l'articulation sur les signes pour rendre le sourd-muet à la société et lui donner une connaissance plus complète de la langue, déclare que la méthode orale doit être préférée à celle des signes dans l'éducation et l'instruction des sourds-muets ».
Influencé par le Congrès, on préfère l'enseignement sur l'oralisme dans l’éducation des sourds aux États-Unis. Les professeurs sourds sont licenciés et remplacés par les entendants. En 1920, cela entraine l'extinction des cours en langue des signes dans presque tous les États.
On observe que l’enseignement oral provoque l'échec scolaire des enfants sourds et on replace les enfants ayant des échecs dans des classes signantes.
L'Université Gallaudet est probablement le seul lieu où la langue des signes n'est pas interdite et l'enseignement oraliste est autorisé.

## Le retour de la langue des signes américaine

### Langue des signes américaine

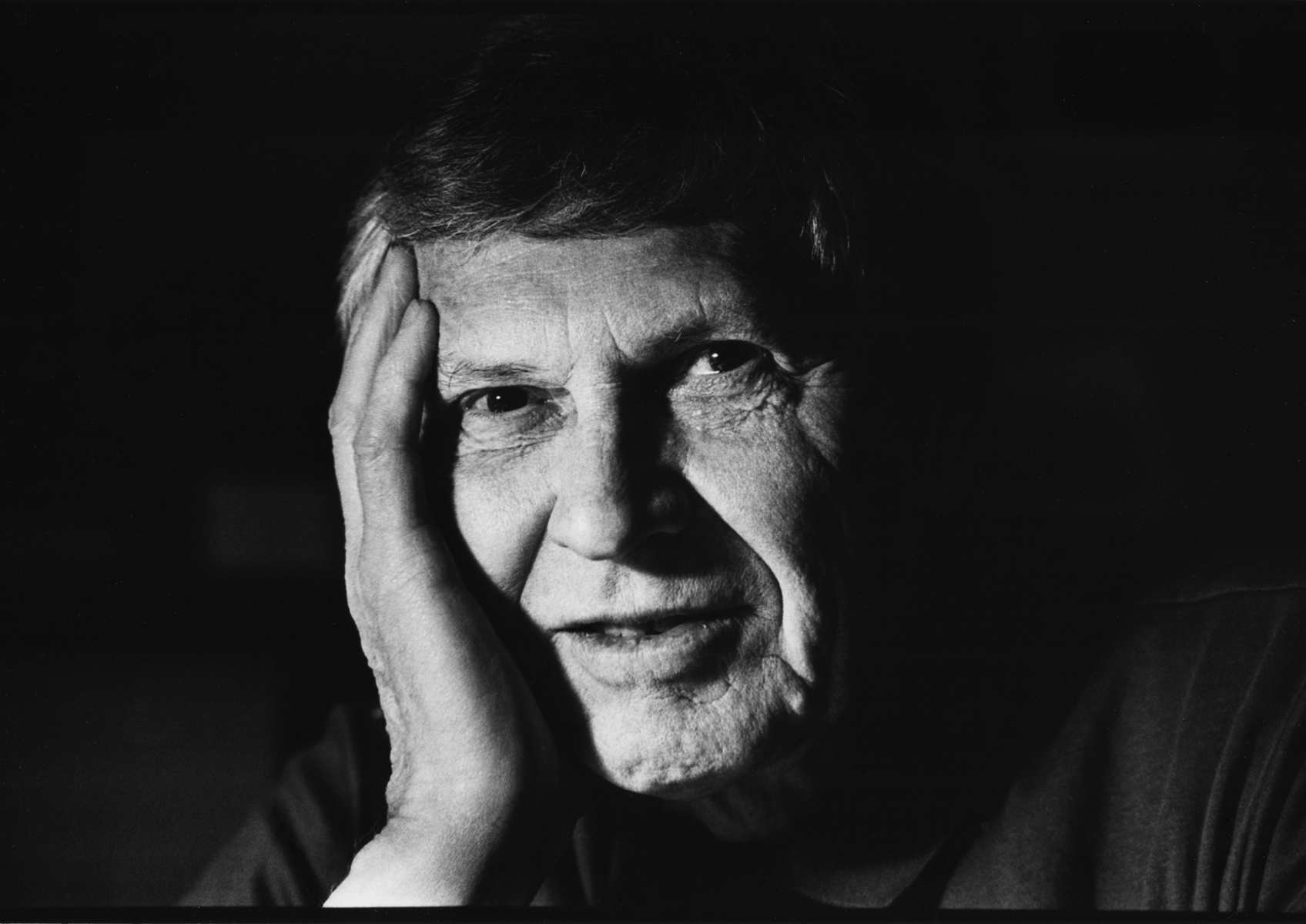
William Stokoe en 1993

Les années 1960, William Stokoe souligne que le langage gestuel des sourds est une vraie langue avec sa propre structure et grammaire donc il a nommé la Langue des signes américaine. Et Roy Kay Holcomb a inventé un moyen de communication : la Communication totale. Ça veut dire qu'elle préconise l’utilisation de toutes les méthodes : la langue des signes, la parole, la lecture labiale, les prothèses auditives, etc. Donc à partir de 1960, l'usage de la langue des signes américaine progresse dans tous les États.

### Deaf President Now
En 1988, le mouvement Deaf President Now réclame un président sourd pour l’université Gallaudet. Et le 13 mars, Irving King Jordan est élu comme huitième président de l'université Gallaudet et comme le premier président sourd. À partir de cet événement, les sourds obtiennent plus facilement les métiers[réf. nécessaire].

## XXIesiècle
Aujourd'hui, l'arrivée de l'implant cochléaire et l’intégration dans des classes ordinaires menacent la disparation de l’enseignement en langue des signes et quelques partisans signants voient[Quoi ?] le deuxième congrès de Milan en XXIe siècle  (en anglais : 21st century Milan declaration, selon Sandra Jowers-Barber).